# Подагра (мифология)
Пода́гра, также Пода́рга или Подарка (др.-греч. Ποδάργη — «Быстроногая») — одна из гарпий в древнегреческой мифологии. Упоминается и как отдельный самостоятельный персонаж, так и как прозвище гарпии Келайно (Келайно — «Мрачная» по прозвищу Подарга — «Быстроногая»).
Является дочерью Фавманта (Тавманта) и Электры. От бога западного ветра Зефира она родила Балия и Ксанфа (говорящих коней Ахилла), что подчеркивает близость гарпий к ветрам (в ряде источников считается, что гарпии могут превращаться в ураган).